# Agnieszka Budzińska-Bennett
Agnieszka Budzińska-Bennett (* 25. April 1973 in Stettin) ist eine polnische Sopranistin, Pianistin, Harfenistin und Musikwissenschaftlerin, die sich auf Alte Musik spezialisiert hat. Sie ist Gründerin und Leiterin des in Basel ansässigen Ensemble Peregrina (in Eigenschreibweise ensemble Peregrina) für mittelalterliche Musik. Agnieszka Budzińska lebt derzeit in der Schweiz.

## Leben und Werk

### Ausbildung
Agnieszka Budzińska absolvierte 1992 die Staatliche Musikschule Stettin (Państwowe Liceum Muzyczne) und erwarb sich ein Diplom im Fach Klavier. 1999 absolvierte sie die Adam-Mickiewicz-Universität Posen mit einem Diplom in Musikwissenschaft. 2010 promovierte sie an der Universität Posen über die Ars-Antiqua-Motetten. In den Jahren 1994 und 1996 nahm sie an Meisterkursen für Gesang unter anderem bei Evelyn Tubb und Emma Kirkby an der Dartington International Summer School teil. Von 1997 bis 2001 studierte sie an der Schola Cantorum Basiliensis bei Richard Levitt, Dominique Vellard und Evelyn Tubb mittelalterliche Musik. An dieser Musikhochschule lernte sie bei Heidrun Rosenzweig das Spiel der mittelalterlichen Harfe. Sie nahm 1996 und 1997 an Kursen zur mittelalterlichen Musik bei Barbara Thornton und Benjamin Bagby in Köln teil. Von 2001 bis 2006 studierte sie Gesang bei Stefan Haselhoff in Basel. 2010 schloss sie das Vokalstudium bei Anthony Rooley und Evelyn Tubb an der Schola Cantorum Basiliensis mit Auszeichnung ab. In den Jahren 2001 bis 2004 studierte sie Musikwissenschaft und Skandinavistik und arbeitete als Assistentin im Archiv für Mikrofilm am Institut für Musikwissenschaft der Universität Basel.

### Künstlerische Tätigkeit im Bereich der Alten Musik
Agnieszka Budzińska arbeitete als Sängerin, Harfenistin, Musikwissenschaftlerin und Dirigentin mit Ensembles im Bereich der Alten Musik wie Perlaro Dragma [1], dem Ferrara-Ensemble, La Cetra, der Accademia dell'Arcadia, der Capella Cracoviensis [2], Flores Rosarum und dem Polnischen Rundfunkchor zusammen. Sie bietet in ihrem Repertoire vor allem Musik des 17. und 18. Jahrhunderts.
Sie trat auf Festivals für Alte Musik in ganz Europa, Asien und den USA auf, darunter: Kromer Festival in Biecz (2015, 2016), Festival für polnische Musik in Krakau (2015), Musik in Alt-Krakau (2014), Fide et amore in Żory (2016, 2013), Festival für einstimmige Musik in Płock, Festival der Wurzeln unserer Lieder in Jarosław, Festival der Musik im Paradies in Paradyż (2005 und 2010), Festival der Barockstreicher in Posen (2008, wo sie unter anderem mit Solokonzerten mittelalterlicher Klagen und mit früher isländischer Musik auftrat), Goldberg Festival in Danzig (2010), Mazovia Goes Barock in Warschau (2010), Starosądecki Festival für Alte Musik (2010), Benediktinischer Musiksommer in Tyniec (2011). 2007 unternahm sie mit dem Ensemble Perlaro Dragma eine ausgedehnte Tournee durch China.
Agnieszka Budzińska spielte für Labels wie Raumklang, Glossa, Ramée, Divox, Tacet, L’Empreinte Digitale und Pan Classics bis dato 20 Tonträger ein. Sie arbeitete bei Einspielungen Alter Musik mit Radio- und Fernsehsendern wie dem ZDF, dem WDR, dem Bayerischen Rundfunk, DRS2 beziehungsweise dem Nachfolger SRF2, BBC3, PR Dwójka, TVP Kultura sowie dem Ersten Chinesischem Fernsehen zusammen. Agnieszka Budzińska arbeitet derzeit an einer Gesamtaufnahme der Werke des polnischen Renaissancemeisters Mikołaj Gomółka, bei der sie den Polnischen Rundfunkchor leitet.
1997 gründete Agnieszka Budzińska in Basel das internationale Ensemble für mittelalterliche Musik Peregrina, das sie auch musikalisch leitet. Mit diesem Ensemble wurde sie 2009 für den Echo Klassik und 2019 und 2020 für den International Classical Music Award nominiert. Der Ensemblename Peregrina (mittellateinisch „der Wanderer“, „der Pilger“, „der Wallfahrer“) spielt einerseits auf die Art der Weitergabe der Musik im gesamten europäischen Mittelalter an, andererseits auf die persönlichen Reisen der Ensemblemitglieder unter anderem aus Polen, der Schweiz, Frankreich, Finnland, Estland und den Vereinigten Staaten. Neben Agnieszka Budzińska wirken Kelly Landerkin, Lorenza Donadini, Hanna Järveläinen, Grace Newcombe, Baptiste Romain, Marc Lewon, Eve Kopli, Elizabeth Rumsey, Jane Achtman in und mit dem Ensemble.

### Künstlerische Tätigkeit im Bereich Gesang und Oper
Ihr Operndebüt gab Agnieszka Budzińska am 20. November 2003 im Basler Theater in den Rollen des Amor und des Valletto in Claudio Monteverdis Krönung der Poppea unter der Regie von Nigel Lowery mit dem La Cetra Barockorchester unter der Leitung von Konrad Junghänel. Die Sängerin führte auch zeitgenössische Musik auf, unter anderem Stücke von Hugh Collins Rice. Sie wirkte an der Premiere der Oper Mord im St. Johann von Andreas Pflüger 2009 in Basel mit.

### Pädagogische und musikwissenschaftliche Tätigkeit
In den Jahren 2002 und 2003 unterrichtete Agnieszka Budzińska an der Schola Cantorum Basiliensis liturgische Musik des 12. Jahrhunderts. In den Jahren 2011 bis 2013 wirkte Budzińska als Musikforscherin im vom Schweizer Nationalfonds finanzierten und in Zusammenarbeit mit der Universität Würzburg durchgeführten Projekt Die Rekonstruktion von Konventionen in aquitanischen Repertorien des 11.–13. Jahrhunderts mit. Agnieszka Budzińska hielt Gastvorträge und leitete Meisterkurse in mittelalterlicher Musik unter anderem an der Adama Mickiewicza Universität in Posen, der Universität Madison (Wisconsin, USA), im Handschriftenzentrum der Universitätsbibliothek Leipzig, auf Burg Fürsteneck (Deutschland), an der Universität Tartu (Estland) und an der Hochschule für Musik und Theater in Leipzig. Von 2013 bis 2015 unterrichtete sie frühe Musikgeschichte und Gregorianischen Gesang an der Musikhochschule Trossingen in Deutschland. In den Jahren 2016 und 2017 gab Budzińska Kurse für die Geschichte der mittelalterliche Musik, speziell für Gregorianischen Gesang an der Schola Cantorum Basiliensis.